# Saint-Biez-en-Belin
Saint-Biez-en-Belin ist eine französische Gemeinde mit 709 Einwohnern (Stand: 1. Januar 2022) im Département Sarthe in der Region Pays de la Loire. Saint-Biez-en-Belin gehört zum Arrondissement Le Mans und zum Kanton Écommoy. Ihre Einwohner heißen Biézois.

## Geografie
Saint-Biez-en-Belin liegt etwa 22 Kilometer südlich des Stadtzentrums von Le Mans. Umgeben wird Saint-Biez-en-Belin von den Nachbargemeinden Saint-Ouen-en-Belin im Norden und Westen, Écommoy im Osten, Pontvallain im Süden und Südwesten sowie Château-l’Hermitage im Südwesten.

## Bevölkerungsentwicklung
| Jahr      | 1962 | 1968 | 1975 | 1982 | 1990 | 1999 | 2006 | 2013 |
| Einwohner | 488  | 530  | 563  | 552  | 570  | 562  | 670  | 723  |

## Sehenswürdigkeiten
- Kirche Saint-Biez aus dem 12. Jahrhundert,
- Schloss Chardonneux
- Waschhaus

## Gemeindepartnerschaften
Über den Kanton Écommoy besteht zu der deutschen Gemeinde Stuhr in Niedersachsen eine Gemeindepartnerschaft.